# Обреновићева улица (Ниш)
Обреновићева улица у Нишу је историјски гледано вековима водећа занатско-трговачка улица, настала у оријенталном периоду између 15. и 17. века, из чаршије на обе обале реке Нишаве, око дрвене ћуприје. Потом се у 18. веку улица развијала и продужавала све више, почевши од Нишке тврђаве преко раскрснице код Хизр-бегове (касније Осман-пашина) џамије, на пољском путу који је водио на југ града ка брду Горица и селу Габровац.

## Називи улице
Покривена чаршија (у османлијском периоду) • Обреновићева или Главна чаршија (у Краљевини Србији, и Краљевини Југославији) • Победе и Маршала Тита  (у СФР Југославији) • Обреновићева (у Републици Србији). 
Данас су код Нишлија у паралелној употреби називи: Победина, Обреновићева и Главна улица.

## Историјски предуслови и настанак улице
Османлијска империја је Ниш први пут освојиле 1386. године, а коначно овладала њим 1428. године када је, према наводима Бертрандона де ла Брокијера, који је кроз Ниш прошао неколико година касније, његова тврђава била је разрушена.
Ниш је Осаманлијском царству био седиште кадилука и значајно раскршће трговачких путева, а по броју становника, јавним грађевинама и слабо развијеној трговини варошица.
У чаршији, на простору данашње Нишке тврђаве и око ње Османлије су основале прву муслиманску махалу, чиме је формирано урбано језгро новог насеља оријенталног типа. Део муслиманског џемата био је настањен у махали хаџи Балабана, која је била формирана у данашњој тврђави, око истоименог месџида.
Године 1498. уписана је и махала Ћуприбаша, која је, како се из самог имена види, формирана на почетку моста на Нишави на једном од улазу у Тврђаву. У то време, ово је била једна од три нишке махале настале на десној обали Нишаве. Махала је заправо настала око једног од два градска месџида, који је био саграђен пре 1498. године, а носила је име по мосту на Нишави.
Поред главне градске џамије, и Нишке тврђаве (која је постојала још од античких времена), мост на Нишави је представљао најзначајнији државни објекат у граду Нишу. Крајем 11. века помиње се као грађевина од камена, а у 15. и 16. веку био је изграђен од дрвета. Не зна се када је последњи камени мост пропао и када је замењен дрвеним. Почетком 17. века мост је опет постао камени, што потврђују наводи Аустоугараких освајача из 1690. године, које је по уласку и Ниш, највише привукао Мехмед-пашин камени мост, а и Евлија Челеби приликом свог пропутовања кроз Ниш.

### Преношење урбаног тежишта Ниша на леву обалу Нишаве
Преношење урбаног тежишта Ниша на леву обалу Нишаве и друге крупне развојне промене, укључујућн и оне на простору данашњег Трга краља Милана, уследило је након Аустро-турског рата 1689—1690. године, када се крајем 16. и с почетка 19. века јавила потреба за ширење и стварање нових нишких махала на левој обали Нишаве у правцу раскрснице путева ка Истанбулу, Солуну, Призрену у чијем је средишту изграђена Хизир-бегова џамија. Ову џамију је у периоду од 1720 до 1722. године обновио румелијски валија и мухафиз Ниша Осман-паша и она се отада зове Пашина цамија, а пред ослобоћење Ниша само Паша-џамија. Ову богомољу Хизир-бег је поставио у само раскршће путева (на месту данашњег Споменика ослободиоцима Ниша на данашњем Тргу краља Милана). Истовремено уз раскршће и из правца нишавског моста формирала се постепено „Покривена чаршија” (касније названа Обреновићева улица) и махала, која се најпре звала Хизир-бегова (по џамији), а касније Таш-ћуприја мала (по каменом мосту).

### Настанак улице (Османлијски период)
Са изградњом Хисара а одмах потом и нове нишке Тврђаве, у првој половини 18. века почела је бржа изградња Ниша на левој обали Нишаве и пребацивање тежишта Ниша на ту страну, јер се град све више увећавао новим становништвом. Истовремено Почев од тврђаве па преко нишавског моста, дуж ондашњег пољског пута који је водио за Горицу и Габровац почела се продужавати и ширити нишка чаршија а у њој будућа главна улица, и то најпре правцем према Арнаут-пазару (данашњем Тргу краља Александра) и одатле према хришћанском делу вароши и православној цркви.

Тако је на траси пута од Мехмед-пашиног моста до подножја Горице, Светониколском брега и према селу Габровац, из правца Пашине џамије, почела да се шири главна занатско-трговачка улица Ниша, под називом „Покривена чаршија”, данашња Обреновићева улица. Назив улице настао је, 
...по истуреним настрешницама (стрехама), које су се надвијале над улицу, штитећи купца и пролазника од сунца и кише и прибијајући га ближе роби и дућанима (ћепенцима); истурене настрешнице у два реда стварале су призор покривености чаршије што је допринело стварању овог назива.
Осман-паша је за своје владавине у Покривеној чаршији и њеном окружењу, у бочним сокацима, изградио 98 продавница.

Траса Покривене чаршије у уочи ослобоћења Ниша од Османлијског царства пружала се од Тврђаве, преко простора Паша-џамије до јарка (данашње раскршће Обреновићеве и Николе Пашића), а одатле је држећи се јарка, скретала на Арнаут пазар (данашњи Тргови Краља Александра ујединитеља и Павла Стојковића) одакле је избијала на данашње раскршће Душанове и Обреновићеве улице, а затим се настављала у правцу Саборне цркве. Измећу јарка (данашњег раскршћа Обреновићеве улице и Николе Пашића) и данашњег раскршћа са Душановом улицом, 
Покривена чаршија се расплињавала и распрскавала у хаотичан сплет кривудавих оријенталних улица, уличица и ћорсокака међу овима данашњи Казанџијски сокак (Копитарева улица) био је у занатско-трговачком смислу подједнако важан колико и садашњи, део Обреновићеве од Николе Пашића до Душанове. Овај део Обреновићеве улице, у данашњем облику заправо није ни постојао. Његово исправљање изведено је после ослобођења од Турака, а дефинитивно уобличено 1883/85. године.
Како је верска толерантност у Нишу увек била на завидној висини, Покривена чаршија је била три дана у недељи потпуно или делимично била затворена. Муслимани, дакле Турци, су затварали своје радње петком, Јевреји суботом, а православни (Срби и Цинцари) недељом. И како су они били у већини, то је увек недељом чаршија била потпуно затворена.
Улица је био осветљен у ноћи ретким уличним фењерима, који су шкиљили и симболички је осветљавали, па кад би каква породица ишла ноћу у посету неким својим познаницима и пријатељима или се враћала из посета, обично би измећар или један од млађих мушких чланова носио напред упаљен фењер и тако осветљавао пут осталима.
Коловоз у улици, првобитно је био калдрмисан крупнијим речним каменом, а са стране коловоза су били израђени тротоари. Тротоари се нису одликовали ширином, али су били уздигнутији од коловоза и према њему оивичени каменим ивичњаком, који је, чврсто повезиван, оштро одсецао тротоар од коловоза. Сам тротоар је био поплочан широким каменим плочама. Због великог промета калдрма је била увек изривена, са много неравнина и рупача. А такво стање калдрме потпуно је схватљиво кад се зна да се Покривена чаршијом, као главном улицом, кретао силан терет, који је непрекидно уношен у и изношен из ње.

### Развој улице након ослобођења Ниша од Османлија
Борбе за ослобођење Ниша од Османлија, Кнежевина Србија отпочела је 29. децембра 1877. Кнез Милан Обреновић је ушао у Ниш 11. јануара 1878. године. Чланом 3 Санстефанског споразума Ниш је припојен Кнежевини Србији. У периоду од ослобођења до Мајског преврата Ниш је често називан Друга престоница Србије.
Након ослобођења Ниша од Османлија, 1878. године, „Покривена чаршија”, која је и даље главна улица Ниша, прво је добила у складу са новим историјским условима ново име Обреновићева, задржавши га све до Другог светског рата, мада је за све време, па и данас у народу била позната као „Главна чаршија” или данас „Главна улица”.
Покривена чаршија, свој нови изглед почела је да поприма с пролећа 1879. године, на основу „Пројекта за регулацију вароши Ниша", који је до 25. августа 1878. године урадио Винтер. Најпре је порушена Паша-џамија а гробови око ње су уклоњени. Потпомје нова нишка власт наредила власницима дућана да се изместе на нову регулациону линију према захтевима Винтеровог регулационог плана.

Годину дана након ослобођења Ниша, према путописном издању „Путовање по новој Србији” Сретена Л. Поповића (београдског књижевника и судија касационог суда, путујућег путописца по новој Србији, одмах после Српско-турског рата и ослобођења јужних крајева Србије), године 1879. године простор у Обреновићевој улици је изгледао је овако: 
Многе зграде (су) порушене … читав крш од рушевина...и сав тај лом, по већој части турске куће и дућани није настао од српског бомбардовања...веће да се новој власти не допадају мали и ниски дућани...и...пред дућанима настрешнице, које затварају и кваре изглед и не пуштају унутра светлост. А они Турци, који се нису још иселили и сами добивши кирију за своје зграде, руше старо. Преправљају: од досадашња три до четири мала дућана (граде) велике и простране кафане и гостионице итд. Видим да се на све стране живо ради.
Тако је оријентална Покривена чаршија брзо после ослобођења од Турака почела мењати свој лик и то у свим правцима, што се огледало у израженој концентрацији богатијих трговачких и занатских фирми и продавница, тако да је улица доживела трансформацију у погледу:
- Власништва и функције (у смислу дефинитивног прелаза чаршије у руке српских, а затим и јеврејских трговаца и занатлија),
- Композиције (ширења и исправљања трасе).
- Архитектуре изражене кроз напуштање ћепенака са продуженим настрешницама, и оријентацијом на, углавном, скромне патријахалне дућане по обрасцима карактеристичним у другим српским градовима.[2]

Тиме је с краја 19. и с почетка 20. век улица постепено добијала нови лик одсликавајући у урбаном, композиционом и архитектонском изгледу и изразу, снагу и моћ занатлија и трговаца у Нишу.
Видљиви облик и изражавање ових промена огледало се у израженој концентрацији богатијих трговачких и занатских фирми, продавница, хотела и других угоститељских објеката. Почев од Трга краља Милана до православне цркве, са обе стране улице, осниване су различити занатско-алопродајни објекти, затим гоститељски објекти (међу којима су се истицали кафана „Берлински", преименована потом у Рајхлов хотел „Руски цар" - данас биоскоп „Вилин Град", бивши биоскоп „Истра"), двадесетак кујунџијских радњи, мењачница (које су држали Јевреји), барберских радњи и занатских радњи свих врста. Улицом је у том периоду доминирала апотека Околичањи" која је била једна од ретких зграда на два спрата.
У правцу север југ од Душанове улице према саборној цркви са десне стране улице, изграђено је неколико савремених кућа радњи: апотека „Дубравски", Калчина кујунџијска радња, „Моренина" трговачка кућа, „Трговачка кућа", увучена у Ћир-Костин сокак, репрезентативна Христодулова кућа из турског доба и на углу позната Чохаџићева кафана на спрат Маргер", грађена око 1870. У овој кафани скупљали су се нишки интелектуалци (Стеван Сремац, као и други професори Гимназије и Учитељске школе, нишки глумци и ловац Калча). Преко пута ове кафане је била „Швајцарија”, а у близини и „Шумадија”. и кафана „Еснаф”, из 1880, која је била седиште нишких занатлија и радника.
- Неки од историјских објеката у Обреновићевој улици
- Кафана „Маргер”
- Кућа Христодулових
- Рајхов хотел „Руски цар”

У грађевинском низу са леве стране од Душанове улице ка саборној цркви, налазиле су се поред других радњи абаџијска радња „Браћа Аронче", продавнице погребне опреме, трговачка кућа Аџи-Микалових, продавница мекика, кућа капелника војне нузике Мите „бандисте", „Сартинова" пекара и сасвим до цркве питорескна Кривокапићева кућа на спрат са великим чардаком.

### Улица између два светска рата
Следеће значајније промене у Обреновићевој улици догодиле су се између два светска рата, када су ондашњи градски челници и урбанисти настојали да постигну значајну концентрацију богатијих трговачких и занатских фирми и продавница. Поред осталих захвата, промене је доживео објекат на углу улице Николе Пашића и Обреновићеве (на западној страни), када је до темеља срушена 1918. године приземна зграда у којој је пре Првог светског рата радила „Зелена гимназија", и уместо ње јизграђена кафана „ Српска круна".
После 1933. године, за станове са приземним радовима изграђено је неколико великих вишестепених зграда. Тако су настале Андонова, Игина, Нисимова и друге палате, мешу којима је била и радионица и продавница намештаја Лазара Томића. Међу овим палатама посебно се истицала палата Андоновић, познатог нишког трговаца Андона Андоновић, који је био један од највећих увозника одеће из Италије, Француске, Енглеске, Грчке и других земаља. Ово прекрасно архитектонско здање сазидано је у духу француског неокласицизма, на два спрата са балконом дуж целог спрата и оградом од кованог гвожђа. Цела фасада је покривена дубоким рељефом, на коме су се посебно истицали пиластри и капители, као и лепа фигура нагог мушкарца који држи врећуу у једној руци, као знак богатства, а у другој скиптар, знак моћи и симболе богате куће.
У улици је између два рата по први пут замењен коловоз, па је уместо неравне турске калдрма, Обреновићева 1932. године добила за оно време савремену подлогу од гранитних коцки.

## Улица од завршетка Другог светског рата до данас
Након ослобођења Ниша 14. октобра 1944. године и ослобођења Југославије 1945. године, улица је у част победе у рату добила нов назив: Улица Победе, који је носила све до 1976. године, када је у општој комунистичкој еуфорији за величеање лика и дела Јосипа Броза добила назив: Улица Маршала Тита. Истовремено наступиле су и крупне архитектонске, урбанистичке, садржајне и структуралне промене, пре свега у области власништва (прелазак стамбених објеката, занатских, трговачких и угоститељских радњи у друштвено власништво).
У овом периоду прво се почело са изградња робне куће Београд, која је трајала 10 година, затим је стара нишка гимназија преуређена у биоскоп Пионир, а изграђен је и већи број нових стамбених објекта. Занатеске радње су претворене у савремене продајне просторе, а отворено је и неколико посластичарница, бифеа и кафана, међу којима је била најпознатија кафана Калча. Хотел „Руски цар” је једним делом порушен (изузев биоскопске сале), а на његово место је саграђена нови објеката, а у сачуваној сали нови савремени биоскоп ( који је кроз историјска збивања мења име:почев од оног Руског „Волга”, затим у време Инфорбироа „Истра” и на крају по распаду Југославије, „Вилин Град”).
Урбанистичка и архитектонска ешења која су актуелизовала обнову улице током седме и осме деценије 20. века била су праћена великим подухватима, са циљем да створе нове урбанистичке садржаје. Прво је срушен биоскоп „Пионир” и на његовом месту изграђена је зграда осигуравајућег завода „Дунав” и трговачког комплекса „Пионир”. Следило је ново рушење неугледних зграда и изградња нових стамбених објеката, продавница и стамбено-пословних центара:
- Стамбено-пословног центра „Калча” (на углу Обреновићева и улице Николе Пашића).
- Стамбено-пословног центар „Горча” (који је окружио са западне и горње стране сачуване објекте центраног дела трговачког језгра Обреновићеве улице).
- Стамбено-пословни центар „Србија” (на углу Обреновићеве и Душанове улице).

- Неки од савремених објеката у Обреновићевој улици
- Првобитни изглед трговачког комплекса „Пионир”
- Тржни центар „Форум”(некада „Пионир”)
- Стамбено пословни центар „Горча”
- Тржни центар „Србија”

Потом је 1980-тих година следила велика партерна и подземна реконструкција Обреновићеве улице. У неколико фаза изграђен је подземни пословно-тржни центар који је вертикално повезан са свим важним пословним обкјектима у Обреновићевој улици. У пролазу који се простире целом дужином Обреновићеве улице смештени су многобројни садржаји, и пријатно шеталиште „подземним светом” Обреновићеве улице у неповољним временским условима. По завршетку реконструкције улица је претварена у пешачку зону, и добила је лепо уређен трг са градском чесмом у средишњем делу улице на раскрсници са улицом Николе Пашића.